# Альбуго
Альбуго (лат. Albugo) — род мицелиальных организмов семейства альбуговых (Albuginaceae) паразитирующих на многих травянистых растениях, включая некоторые овощные культуры, например: шпинат и капусту. Вызывают фитопатологию надземных органов растений, называемую «белая ржавчина». Известно более 60 видов и разновидностей, распространённых во многих районах мира.

## Некоторые виды
- Albugo bliti (Biv.) Kuntze, 1891, поражает растения рода Амарант.
- Albugo candida (Pers. ex J.F.Gmel.) Kuntze, 1891 — Альбуго белоснежный, паразитирует на многих видах семейства Капустные (Brassicaceae).
- Albugo ipomoeae-aquaticae Sawada, 1922
- Albugo ipomoeae-hardwickii Sawada, 1927
- Albugo ipomoeae-panduratae (Schwein.) Swingle, 1892
- Albugo ipomoeae-pes-caprae Cif., 1928 — виды вызывающие фитопатологию у представителей рода Ипомея.
- Albugo occidentalis G.W.Wilson, 1907, поражает шпинат.
- Albugo platensis (Speg.) Swingle, 1892, вредитель видов из рода Бурхавия.
- Albugo wasabiae Hara, 1930